# Aethomys kaiseri
Aethomys kaiseri là một loài động vật có vú trong họ Chuột, bộ Gặm nhấm. Loài này được Noack mô tả năm 1887.